# 올림픽 솔로몬 제도 선수단
솔로몬 제도는 1984년 로스앤젤레스 올림픽에 처음 참가한 이래 하계 올림픽의 매 대회마다 참가하고 있다. 올림픽 메달 획득 기록은 없으며, 동계 올림픽 대회에도 참가하고 있지 않다.
솔로몬 제도의 국가 올림픽 위원회는 1983년에 창설되어 같은해 국제올림픽위원회로부터 승인받았다.

## 메달 기록

### 하계 올림픽
| 대회                  | 선수      | 금메달 | 은메달 | 동메 | 총합 | 순위 |
| 1984년 로스앤젤레스   | 3         | 0      | 0      | 0    | 0    | –    |
| 1988년 서울           | 4         | 0      | 0      | 0    | 0    | –    |
| 1992년 바르셀로나     | 1         | 0      | 0      | 0    | 0    | –    |
| 1996년 애틀랜타       | 4         | 0      | 0      | 0    | 0    | –    |
| 2000년 시드니         | 2         | 0      | 0      | 0    | 0    | –    |
| 2004년 아테네         | 2         | 0      | 0      | 0    | 0    | –    |
| 2008년 베이징         | 3         | 0      | 0      | 0    | 0    | –    |
| 2012년 런던           | 4         | 0      | 0      | 0    | 0    | –    |
| 2016년 리우데자네이루 | 3         | 0      | 0      | 0    | 0    | –    |
| 2020년 도쿄           | 3         | 0      | 0      | 0    | 0    | –    |
| 2024년 파리           | 개최 예정 |        |        |      |      |      |
| 2028년 로스앤젤레스   | 개최 예정 |        |        |      |      |      |
| 2032년 브리즈번       | 개최 예정 |        |        |      |      |      |
| 총합                  | 총합      | 0      | 0      | 0    | 0    | –    |

## 같이 보기
- 솔로몬 제도의 올림픽 기수 목록
- 패럴림픽 솔로몬 제도 선수단
- 코먼웰스 게임 솔로몬 제도 선수단